# Erica astroites
Erica astroites är en ljungväxtart som beskrevs av Guthrie och Bolus. Erica astroites ingår i släktet klockljungssläktet, och familjen ljungväxter. Utöver nominatformen finns också underarten E. a. minor.